# Bobbi Humphrey
Bobbi Humphrey est une flûtiste et une chanteuse de jazz fusion américaine née le 25 avril 1950 à Marlin, Texas, États-Unis.
Elle a été découverte par Lee Morgan. Elle a joué avec Duke Ellington, Herbie Mann, Donald Byrd ou Stevie Wonder. Sa musique révèle une énergie très positive.

## Discographie
- Flute-In, Blue Note,1971
- Dig This!, Blue Note,1972
- Blacks and Blues, Blue Note, 1973.
- Satin Doll, Blue Note, 1974.
- Live At Montreux, Blue Note, 1974
- Fancy Dancer, Blue Note, 1975
- Tailor Made, Epic, 1977
- Freestyle, Epic, 1978
- The Good Life, Epic, 1979
- City Beat, Malaco Records, 1988
- Passion Flute, Paradise Sounds Records, 1994

## Site officiel
http://www.bobbihumphrey.net/home.html
- Notices d'autorité :   - VIAF
  - ISNI
  - BnF (données)
  - LCCN
  - GND
  - Espagne
  - WorldCat